# Omphalophana serrata
Omphalophana serrata är en fjärilsart som beskrevs av Freyer. Omphalophana serrata ingår i släktet Omphalophana och familjen nattflyn. Inga underarter finns listade i Catalogue of Life.